# Черен скрапер
Корейският черен скрапер (Thamnaconus modestus) е вид риба от род Thamnaconus, семейство Monacanthidae. Открита е в умерените води на северозападната част на Тихия океан. Тя е част от търговския улов на Китай и е успешно аквакултурирана. 